# Czerwona strefa
Czerwona strefa (norw. Rødsonen) – powieść kryminalna norweskiego pisarza Gerta Nygårdshauga (w Polsce pod pseudonimem Gert Godeng), opublikowana w 2006, a w Polsce w 2009 w tłumaczeniu Mirosławy Zimoń.

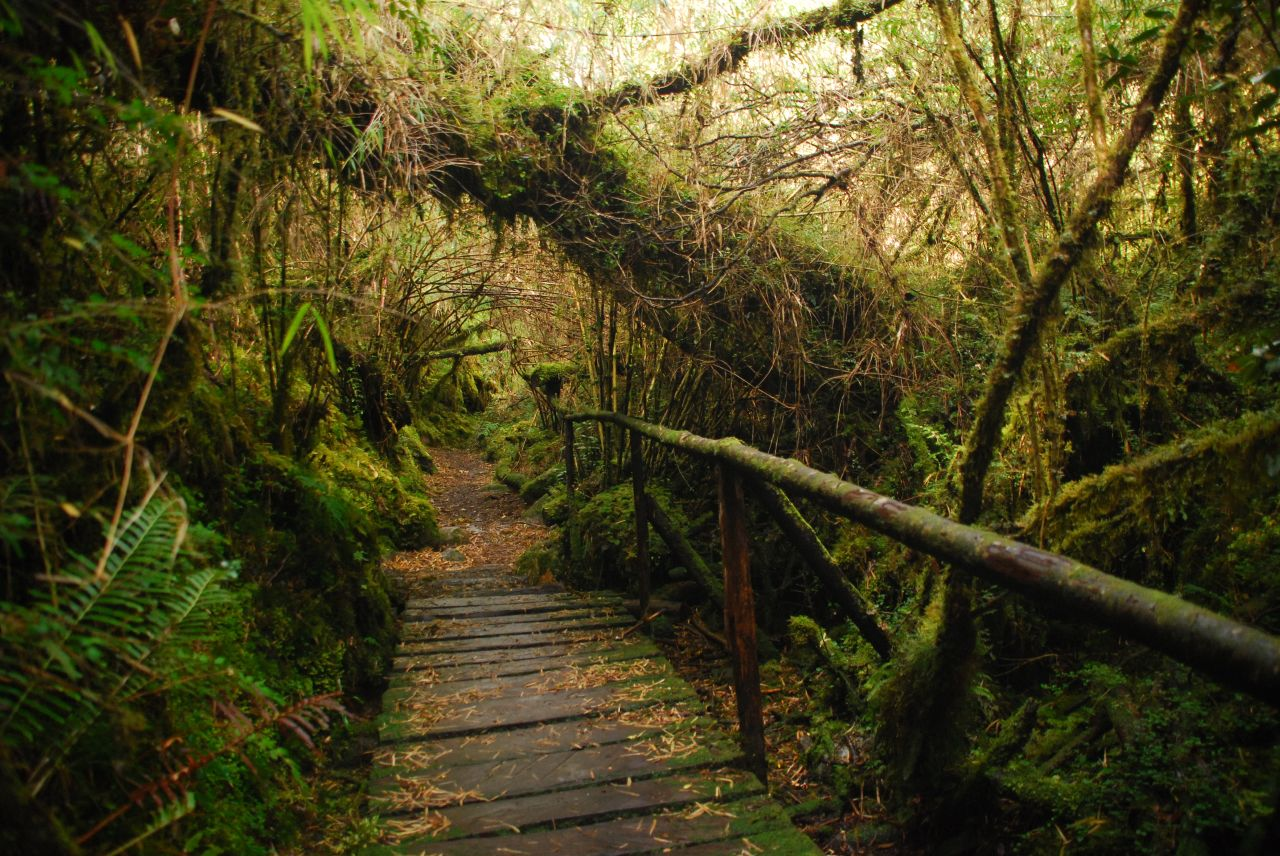
Ochrona lasów deszczowych jest ważną kwestią poruszaną w powieści

Jest dziesiątą i ostatnią powieścią cyklu Krew i wino, w której występuje smakosz, znawca języków i detektyw amator Fredric Drum oraz Skarphedin Olsen, detektyw pracujący w Centrali Policji Kryminalnej  w Oslo. Stanowi klamrę spinającą akcję z wydarzeniami z części pierwszej (Dzban miodu). Akcja toczy się w indonezyjskiej części Nowej Gwinei. W zapadłej mieścinie Tanjung niedaleko od Jayapury (centrum nielegalnego handlu drewnem z wyrębu lasów deszczowych) ginie reprezentant norweskiego Funduszu na Rzecz Ochrony Lasów Deszczowych - Jan Vennali (zwłoki znaleziono z odciętą głową). W jego ślad wysłany zostaje wieloletni partner Olsena - Peder Ungbeldt z Centrali Policji Kryminalnej w Oslo. Spotyka go identyczny los, co Vennalego. By wyjaśnić sprawę, do Tanjung udają się Olsen i Drum (ten pierwszy przybity śmiercią przyjaciela). Przymuszony do udzielenia im pomocy zostaje komendant lokalnej policji - slapstickowa postać otyłego majori polisi Gumali Albapunga Fy. Z czasem wszyscy zostają wciągnięci w skomplikowane stosunki rządzące nielegalnym wyrębem lasów deszczowych i eksportem pozyskanego tam drewna.
Historia posiada też drugie dno - w tym rejonie Nowej Gwinei zaginął przed laty pradziadek Fredrica Druma - także Fredric Drum, założyciel restauracji La Casserolle w Paryżu, bliźniaczo podobny do głównego bohatera powieści. Wszedł do pewnej jaskini w głębi lądu (w tzw. czerwonej strefie zamkniętej dla przybyszów z zewnątrz z uwagi na zasiedlenie przez rdzenne plemiona) i nigdy z niej nie wyszedł. Celem Olsena jest zbadanie także tej sprawy i odkrycie motywów powodujących pradziadkiem Druma. Sam Drum zgłębia podczas pobytu w Tanjung tajniki pisma rongorongo używanego w zamierzchłych czasach na Wyspie Wielkanocnej. W tej części dowiadujemy się ponadto, że proporcje ciała Fredrica odpowiadają złotemu podziałowi, co mogło mieć wpływ na pewne opisane wydarzenia.
Autor osadził tę część w rejonie nielegalnego handlu drewnem z lasów deszczowych, będąc przez dwadzieścia wcześniejszych lat aktywistą na rzecz ich ratowania.